# Pteronemobius birmanus
Pteronemobius birmanus är en insektsart som först beskrevs av Lucien Chopard 1917.  Pteronemobius birmanus ingår i släktet Pteronemobius och familjen syrsor. Inga underarter finns listade i Catalogue of Life.